# 최경성
최경성(崔京城, ? ~ )는 조선민주주의인민공화국의 군인 겸 정치인이다. 조선로동당 중앙위원회 정치국 위원 겸 당 중앙군사위 위원이다.

## 경력
2010년 4월 인민군 상장으로 승진했다.
2010년 9월, 조선로동당 중앙위원회 위원 겸 당 중앙군사위 위원에 선임되었다.

## 기타
2010년 11월 조명록, 2011년 12월 김정일 사망 당시에 국가 장의위원회 위원을 맡았다.